# 模糊
模糊（もこ）は、10-13（10兆分の1）であることを示す漢字文化圏における数の単位である。漠の1/10、逡巡の10倍に当たる。国際単位系では0.1ピコまたは100フェムトに相当する。
朱世傑『算学啓蒙』（値が異なる）や程大位『算法統宗』に見えるが、現実には使われない。
なお、模糊という言葉はぼんやりしたさまを表し、「曖昧模糊」などのように使われる。